# Grumman FF
Grumman FF (tovární označení Grumman G-5) byl americký palubní stíhací letoun. Jednalo se o jednomotorový dvoumístný dvouplošník s plně uzavřenou kabinou a zatahovacím podvozkem.

## Vývoj
Prototyp s označením XFF-1 poprvé vzlétl 29. prosince 1931. Letoun byl vyvinut ve dvou základních verzích pro americké námořnictvo - stíhací (FF-1) a průzkumné (SF-1). První kusy začaly přicházet k námořnictvu v dubnu 1933. Již v roce 1936 začaly být G-5 stahovány z výzbroje. Grumman také vyvinul exportní pozemní verzi stroje, kterou vyráběla licenčně firma Canadian Car & Foundry. Z 50 původně objednaných strojů pro Španělsko bylo dodáno jen 34 kusů, které zde sloužily pod označením Delfín. Zbylých 16 kusů převzalo Kanadské královské letectvo pod označením Goblin. V roce 1938 odkoupila několik strojů také Nikaragua.[zdroj⁠?!]

## Varianty

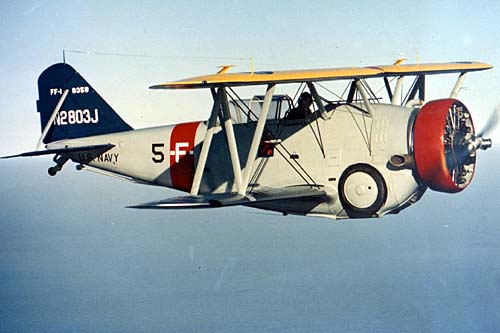
Bývalý nikaragujský G-23 zrestaurovaný do letuschopné podoby a nesoucí zbarvení FF-1 užívaného US Navy.

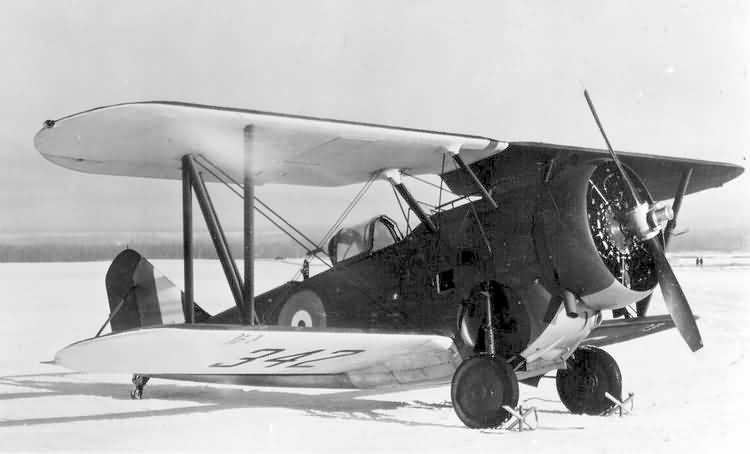
Goblin I Royal Canadian Air Force.

XFF-1
Prototyp s motorem Wright R-1820-E. Firemní označení G-5.
FF-1
Sériový stíhací letoun pro Námořnictvo Spojených států amerických s motorem Wright R-1820-78. Výzbroj tvořená dvěma synchronizovanými kulomety Browning ráže 7,62 mm nad krytem motoru (jeden mohl být nahrazen kulometem ráže 12,7 mm) a jedním pohyblivým kulometem ráže 7,62 mm. Vyrobeno 27 kusů.
FF-2
25 exemplářů FF-1 přestavěných na cvičné stroje s dvojím řízením bez výzbroje. Pro umožnění střeleckého výcviku byl zachován fotokulomet.
XSF-1
Prototyp průzkumné varianty. Pevná výzbroj redukována na jeden kulomet ráže 7,62 mm, přesunutý do pravého horního křídla. Získané místo v trupu umožnilo zvýšit zásobu paliva ze 120 (454 l) na 165 galonů (624,6 l), a stroj také mohl nést dvě pumy o hmotnosti 100 lb (45 kg). Dolet vzrostl na 1 285 km. Firemní označení G-6.
SF-1
Palubní průzkumný letoun poháněný motorem R-1820-84. Vyrobeno 33 kusů.
XSF-2
Prototyp modernizované verze poháněný motorem Pratt & Whitney R-1535-17, použitým také u F2F. Firemní označení G-13.
GG-1
Jeden kus postavený po skončení sériové produkce ze zbylých dílů variant FF-1 i SF-1 a užívaný společností Grumman s různými pohonnými jednotkami jako pokusný a ukázkový exemplář. Později předán společnosti Canadian Car & Foundry jako vzorový kus pro její licenční výrobu.
G-23
Označení pro verzi montovanou kanadskou společností Canadian Car & Foundry převážně z importovaných součástí. Někdy označován i GE-23 (Grumman Export 23). Typ sloužil pod označením Delfín ve španělském republikánském letectvu, a jako Goblin v Royal Canadian Air Force. Vzniklo 52 kusů.

## Uživatelé
- Japonské císařství
  - Japonské císařské námořní letectvo - v roce 1938 zakoupilo jeden kus G-23, za účelem zkoumání mechanismu zatahovacího podvozku systému Grumman.
- Kanada
  - Royal Canadian Air Force
- Mexiko
  - Mexické letectvo - zakoupilo jeden kus G-23.
- Nikaragua
  - Nikaragujské letectvo - při svém vzniku v roce 1938 zakoupilo 1 kus G-23.
- Španělská republika
  - Letectvo Španělské republiky - zakoupilo 50 kusů G-23, z nichž jen 34 se mu ale podařilo předat.
- Španělský stát
  - Španělské letectvo - po konci španělské občanské války převzalo jedenáct zbylých kusů.
- Spojené státy americké
  - United States Navy
  - United States Marine Corps Aviation - po vyřazení typu z výzbroje námořnictva USMC převzal několik exemplářů, které užíval k výcviku až do začátku roku 1942.

## Specifikace (FF-1)

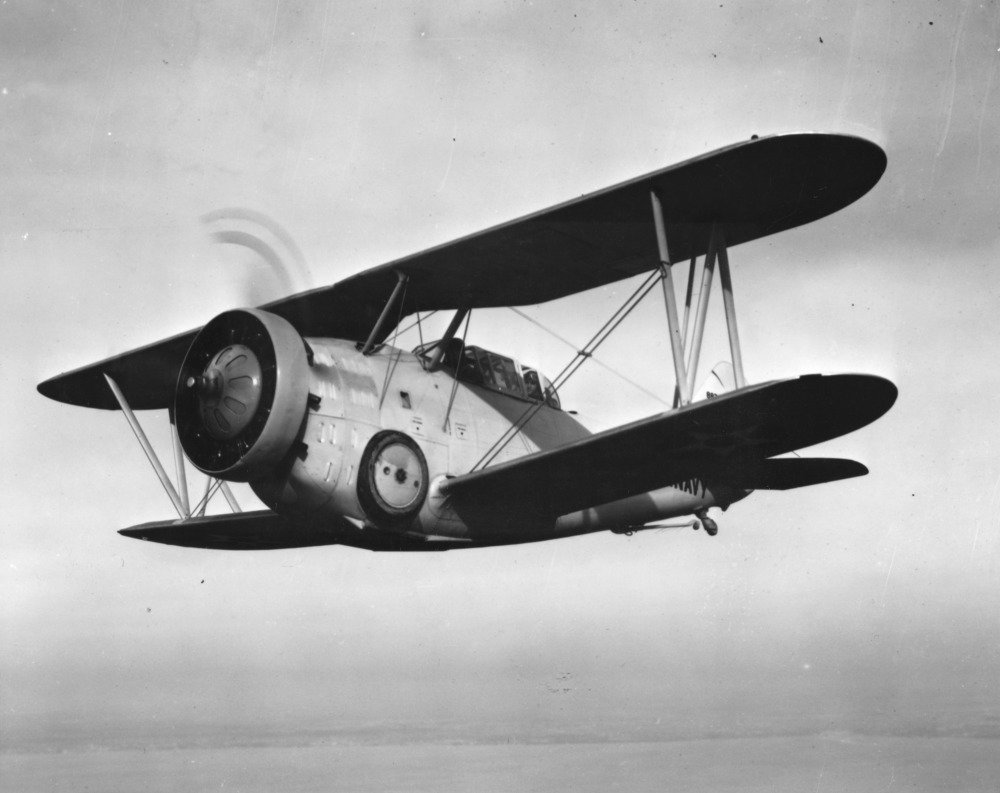
Grumman XFF-1

Údaje dle

### Technické údaje
- Posádka: 2 (pilot a pozorovatel/střelec)
- Rozpětí: 10,52 m (34 stop a 6 palců)
- Délka: 7,47 m (24 stop a 6 palců)
- Výška: 3,38 m (11 stop a 1 palec)
- Nosná plocha: 28,80 m² (310 ft²)
- Prázdná hmotnost: 1 405 kg (3098 liber)
- Vzletová hmotnost: 2 121 kg (4 677 lb)
- Pohonná jednotka: 1 × hvězdicový motor Wright R-1820-78
- Výkon pohonné jednotky: 559,3 kW (750 hp)

### Výkony
- Maximální rychlost: 333 km/h (207 mph) ve výšce 1 221 m (4 000 stop)
- Dostup: 6 735 m (22 100 stop)
- Stoupavost: 8,8 m/s (1 672 stop za minutu)
- Dolet: 1 100 km (685 mil)

### Výzbroj
- 2 × synchronizovaný kulomet Browning ráže 7,62 mm[p 1]
- 1 × pohyblivý kulomet Browning ráže 7,62 mm